# Earthmine

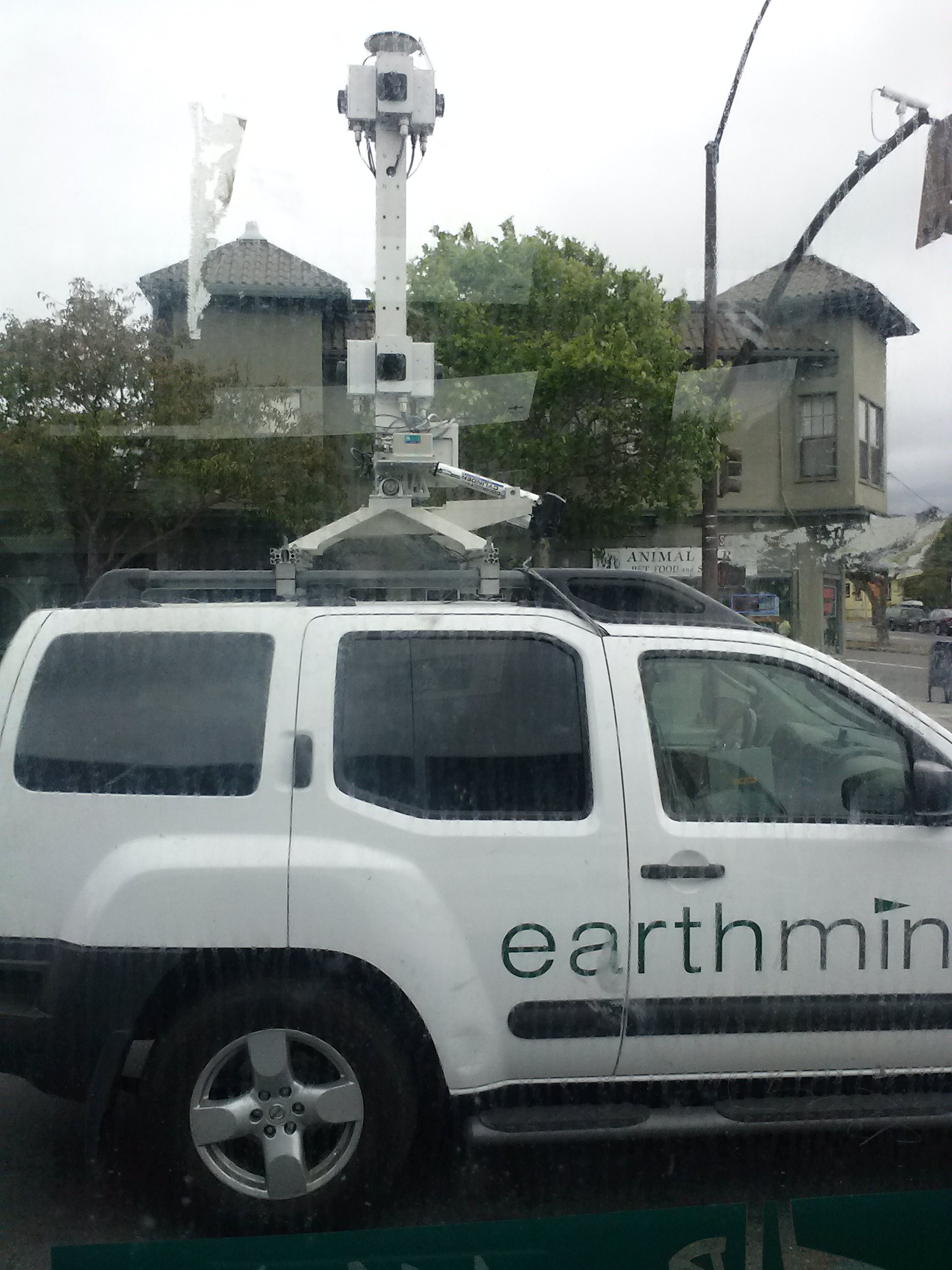
Vehículo de Earthmine con su cámara montada.

Earthmine es una compañía parecida al Google Street View con base en Berkeley, California, Estados Unidos que se dedica a la realidad virtual y a las imágenes en 360°. La compañía usa vehículos con cámaras montadas en el techo del coche.
La compañía fue fundada en 2006 por John Ristevski y Anthony Fassero.

## Tecnología
La tecnología usada por Earthmine proviene de la compañía Jet Propulsion Laboratory, que captura imágenes en 3D.
A partir de 2009, Earthmine estableció una serie de patrocinadores del mundo entero.
Las fotos recogidas también sirven para entrar desde teléfonos móviles inteligentes.
En mayo de 2009, el servicio integró "Wild Style City", que es una página web desde la que se pueden hacer graffitis por algunas calles de San Francisco.

## Premios
Esta compañía ganó en el 2007 el premio Crunchie a la mejor innovación tecnológica.